# Гаевой, Владимир Максимович
Гаевой Владимир Максимович (20 сентября 1933, посёлок Романов, теперь Житомирской области — 2 августа 2018, Киев) — советский партийный деятель. Депутат Верховного Совета УССР 9-11-го созывов. Народный депутат Украины 1-го созыва. Кандидат в члены ЦК КПУ в 1971—1976 годах. Член ЦК КПУ в 1976—1990 годах. Член Ревизионной комиссии КПУ в 1990—1991 годах.

## Биография
Родился 20 сентября 1933 года в посёлке Дзержинск Житомирской области в семье крестьян.
В 1950—1952 годах учился в ремесленном училище города Киева, по окончании которого, с 1952 года работал токарем на Киевском машиностроительном заводе имени Артема.
В 1954—1957 годах — на срочной службе в Советской армии.
Член КПСС с 1957 года.
С 1958 года работал токарем, старшим техником, инженером, начальником отдела, начальником цеха, руководителем филиала, секретарем партийного комитета Киевского машиностроительного завода имени Артема.
Окончил Киевский политехнический институт по специальности «инженер-механик» и Высшую партийную школу при ЦК КПУ.
С 1971 года — секретарь Киевского городского комитета КПУ, секретарь Киевского областного комитета КПУ.
С 1975 года по октябрь 1981 года — 2-й секретарь Киевского городского комитета КПУ.
С октября 1981 по 1988 год — заведующий отделом машиностроения ЦК КПУ.
С 1988 по 1990 год — председатель Комиссии партийного контроля при ЦК КПУ.
С 1990 по 1991 год — председатель Ревизионной комиссии КПУ.
С 1995 года — консультант Комиссии ВР Украины по вопросам обороны и государственной безопасности.
Женат, имеет двух детей.
Выдвинут кандидатом в народные депутаты трудовым коллективом Красноармейского, Барановского, Владимир-Волынского р-нов.
18 марта 1990 года избран Народным депутатом Украины, набрав во 2-м туре 53,36 % голосов (Житомирская область, Красноармейский избирательный округ N 166). В группы, фракции не входил. Член Комиссии ВР Украины по вопросам развития базовых отраслей народного хозяйства.
Умер 2 августа 2018 года в городе Киеве.
Похоронен на Байковом кладбище.

## Награды
Награждён орденом Октябрьской революции, двумя орденами Трудового Красного Знамени, медалями.